# Кураково (Кемеровская область)
Кураково — деревня в Чебулинском районе Кемеровской области. Входит в состав Чумайского сельского поселения.

## География
Центральная часть населённого пункта расположена на высоте 165 метров над уровнем моря.

## История
Изначально проживали чулымские татары (чулымцы), которые к началу XX века полностью ассимилировались среди русских.
По переписи 1897 года здесь проживало 206 человек, из них 175 чулымцы и 30 русских. Центр Кураковского сельсовета Верх-Чебулинского района Томского округа Сибирского края.

## Население
По данным Всероссийской переписи населения 2010 года, в деревне Кураково проживает 357 человек (159 мужчин, 198 женщин).
Национальный состав
По переписи 1897 года основным населением были чулымцы.
Согласно результатам переписи 2002 года, в национальной структуре населения русские составляли 97 %.